# 니콜라이 멕스몬탄

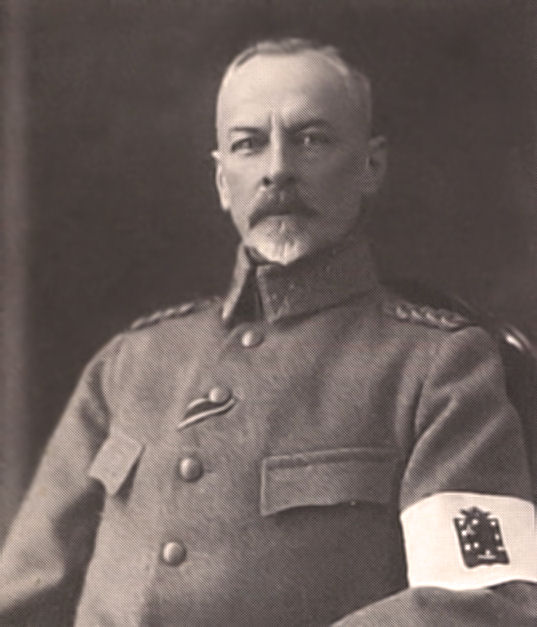

니콜라이 멕스몬탄(Nikolaj Mexmontan, 1860년 6월 16일-1932년 11월 15일)은 핀란드의 군인이다.
1860년 러시아 제국 상트페테르부르크 스트렐나에서 보병대장 프리돌프 멕스몬탄의 아들로 태어났다. 1903년에서 1905년 사이 핀란드 친위대대의 마지막 대대장을 지냈다. 이반 오볼렌스키 총독의 건의로 핀란드 친위대대가 크라스노예셀로 연례 훈련 도중에 해산당하게 되자 보다 정중한 방식으로 대대가 해산되도록 상급자들을 설득하여 8월 9일 열병식에 참여한 뒤 8월 28일 헬싱키로 복귀하여 해산되도록 했다.
멕스몬탄은 핀란드 독립분자로, 1917년 스톡홀름에서 핀란드 독립을 위해 향후 봉기를 일으킬 계획을 세웠다. 이 과정에서 독일과도 접촉했다. 멕스몬탄은 1917년 2월 핀란드계 러시아 군인들의 핀란드 독립운동 조직인 군사위원회에 참여해 스톡홀름에서 군사위원회를 대표했다. 하지만 군사위원회 내부에서 만네르헤임이 한네스 이그나티우스를 지지하면서 일선에서 물러나게 되었고, 빌헬름 테슬레프에게 밀려났다.
1918년 1월 핀란드 내전이 일어나자 스웨덴으로부터 돌아와 백핀란드측에 가담했다. 2월 18일 소장으로 임명되어 내전이 끝날 때까지 내사총감 보직을 지냈다. 내전이 끝나고 5월 30일 퇴역했다. 멕스몬탄은 핀란드 육군이 창군한 이래 장성으로 진급(만네르헤임처럼 러시아 제국군 시절부터 장성이었던 사람 제외)한 최초의 인물이었다.
멕스몬탄은 게오르그 에드바르드 람사위의 딸 요한나 엘레오노라 람사이와 결혼했다. 1932년 헬싱키에서 죽었다.

## 참고 자료
- Kronlund, Jarl: Suomen puolustuslaitos 1918–1939. WSOY, 1988. ISBN 951-0-14799-0.
- Suomi sodassa. Oy Valitut Palat. 1984. ISBN 951-9078-94-0.